# Kanairiktok River
Der Kanairiktok River ist ein etwa 350 km langer Fluss in der kanadischen Provinz Neufundland und Labrador. Er ist der drittgrößte Fluss in der Teilprovinz Labrador.

## Flusslauf
Der Kanairiktok River entwässert ein seenreiches Gebiet im Zentrum der Labrador-Halbinsel nahe der Grenze zu Québec. Er fließt anfangs in südlicher Richtung. Dabei durchfließt er eine Reihe von Seen, darunter Ethyl Lake, Morris Lake und Surf Lake. Er wendet sich anschließend nach Osten und verläuft nördlich des Smallwood Reservoir. Der 1971 fertiggestellte Stausee mit seinen Dämmen trennt etwa 10 Prozent des ursprünglichen Einzugsgebietes des Kanairiktok River ab. Der Kanairiktok River nimmt die Nebenflüsse Desolation River von links und South Shipiskan River von rechts auf. Später durchfließt er den Snegamook Lake und setzt seinen Lauf nach Nordosten fort. Schließlich mündet der Fluss in die langgestreckte Kanairiktok Bay an der Ostküste der Labrador-Halbinsel. Am Flusslauf des Kanairiktok River befinden sich mehrere Wasserfälle. Zwei Wasserfälle in Mündungsnähe (bei Kilometer 9 und 11 mit einer Höhe von 9,1 bzw. 7,6 m) bilden für Wanderfische ein unüberwindbares Hindernis. Bei Flusskilometer 28 befindet sich ein 4,6 m hoher Wasserfall. Bei Flusskilometer 66 befinden sich 3,1 m hohe Stromschnellen. Bei Flusskilometer 85 befindet sich ein 1,8 m hoher Wasserfall.

## Hydrologie
Der Kanairiktok River entwässert ein Areal von 12.274 km². Etwa 10 Prozent des ursprünglichen Einzugsgebietes fiel 1971 durch die Errichtung der Deiche des Smallwood Reservoir weg. Am Pegel unterhalb des Snegamook Lake beträgt der mittlere Abfluss 184 m³/s. Im Juni führt der Fluss gewöhnlich die größten Wassermengen mit im Mittel 643 m³/s.

## Flussfauna
Im Flusssystem des Kanairiktok River kommen Süßwasser-Lachs (Ouananiche), Bachsaibling, Wandersaibling, Hecht, Heringsmaräne (lake whitefish), Catostomus catostomus (longnose sucker) und Quappe vor.